# Я тебя всегда буду ждать
«Я тебя всегда буду ждать» — третий студийный альбом российской поп-группы REFLEX. Релиз альбома состоялся в октябре 2002 года. На диске представлены 14 композиций. Песни «Первый раз», «Я тебя всегда буду ждать» и «Потому что не было тебя» были выпущены синглами. На них же были сняты клипы. В альбоме имеется песня Игоря Талькова «Чудак», которая посвящается его памяти. Также имеется англоязычный трек «Beloved» — совместная работа с SOS Project, и две версии хита «Сойти с ума», одна из которой представляет собой ремикс на эту композицию, другая — инструментальная версия песни.

## Реакция критики
Алексей Мажаев из агентства InterMedia оценил альбом положительно. Рецензент считает, что «композитор Вячеслав Тюрин отлично „сечёт“ в незатейливой танцевальной попсе, каковая и является главным музыкальным предпочтением населения». По его мнению, «первая половина диска почти целиком состоит из хитов, которые не способны испортить даже сиротливые рэп-вставки или похожесть „Первого раза“ на „Поверь, мне тоже очень жаль“ „Иванушек“». Также он отметил исполнение песни Игоря Талькова «Чудак», которое «приятно удивляет, не вызывает отрицательных эмоций вокальная манера Ирины Нельсон». Положительный отзыв со стороны рецензента получили и треки «Диско», «Небо под ногами» и «Последнее свидание».

## Список композиций
| №   | Название                                     | Текст песни                    | Музыка                       | Длительность |
| --- | -------------------------------------------- | ------------------------------ | ---------------------------- | ------------ |
| 1.  | «Первый раз»                                 | Ирина Нельсон                  | Вячеслав Тюрин               | 3:57         |
| 2.  | «Пообещай мне»                               | Наталья Тимченко               | Вячеслав Тюрин               | 3:57         |
| 3.  | «Я тебя всегда буду ждать»                   | Ирина Нельсон                  | Ирина Нельсон                | 4:20         |
| 4.  | «Потому что не было тебя»                    | Вячеслав Тюрин                 | Вячеслав Тюрин               | 4:25         |
| 5.  | «Мы под дождём»                              | Глеб Кальпурний                | Вячеслав Тюрин               | 4:20         |
| 6.  | «Чудак» (Памяти Игоря Талькова посвящается)  | Игорь Тальков                  | Игорь Тальков                | 4:04         |
| 7.  | «Снег в душе»                                | Дмитрий Судницын               | Вячеслав Тюрин               | 3:51         |
| 8.  | «Диско»                                      | Светлана Копылова              | Вячеслав Тюрин               | 3:52         |
| 9.  | «Beloved» (Дуэт Ирины Нельсон и SOS Project) | E. Glosh                       | E. Glosh                     | 3:28         |
| 10. | «Небо под ногами»                            | Ирина Нельсон                  | Вячеслав Тюрин               | 3:52         |
| 11. | «Последнее свидание»                         | Вячеслав Тюрин, А. Неустроев   | Вячеслав Тюрин, А. Неустроев | 3:38         |
| 12. | «Ничего тебе не расскажу»                    | Вячеслав Тюрин                 | Вячеслав Тюрин               | 3:26         |
| 13. | «Сойти с ума» (Mind in Motion Trance Mix)    | Ирина Нельсон, Виктория Сотова | Вячеслав Тюрин               | 4:04         |
| 14. | «Сойти с ума» (Инструментальная версия)      | —                              | Вячеслав Тюрин               | 4:04         |

## Участники записи
- Ирина Нельсон — вокал, бэк-вокал
- Алёна Торганова — бэк-вокал
- Вячеслав Тюрин — аранжировка, продюсирование
- Антон Тюрин (Funkmaster) — гитара, аранжировка
- DJ Romar — аранжировка
- Анатолий Бецков (DJ Tolik) — аранжировка